# 物部日向
物部 日向（もののべ の ひむか）は、飛鳥時代の人物。氏姓は物部首のち物部連・布留連・布留宿禰。父は武蔵臣とされる。
壬申の乱（672年）で大友皇子（弘文天皇）のために兵を集める使者になったが、捕虜となり大海人皇子（天武天皇）に従った。

## 出自
首姓の物部氏（物部首）は春日氏の一族。天足彦国押人命8世の孫である木事命の子・市川臣を祖とする。

## 壬申の乱
『日本書紀』が伝えるところでは、壬申の年の6月下旬、大海人皇子（天武天皇）が挙兵したことを知った近江大津宮の朝廷は、各地に使者を派遣して鎮圧のための軍を興させた。このとき倭京への使者にたったのが、穂積百足とその弟の穂積五百枝、物部日向であった。倭は大和国の「やまと」、倭京は飛鳥にあった古い都をいう。そこには留守司として高坂王がおり、3人は王と共に軍の編成を進めた。その陣営は飛鳥寺の西の槻の下にあった。
しかしこのとき、倭では大伴吹負が大海人皇子のために数十人の同志を得て戦う準備を進めていた。6月29日、吹負らは飛鳥寺の西の槻の下の陣営に入り、内応を得て軍の指揮権を乗っ取った。穂積百足は殺され、五百枝と物部日向は監禁された。二人はしばらくしてから赦されて、大海人皇子側の軍に加わった。

## 改氏姓
書紀によれば、天武天皇12年（683年）9月2日に、物部首は姓（カバネ）を連に改めた。『新撰姓氏録』大和皇別、布留宿禰の項には、物部首の「男正五位上日向が、天武天皇のときに社地の名によって布留宿禰姓に改めた」とある。書紀はこれについて触れないが、天武天皇13年（684年）12月2日に布留連が宿禰の姓を与えられたことを記す。つなぎ合わせると、物部首、物部連、布留連、布留宿禰という変遷で、物部から布留に改めた時期が1年間の幅で不明となる。なお、天武天皇12年の連姓を賜与された際、同時に氏を物部から布留に改めたとする説もある。
正五位上は大宝元年（701年）以降の位階で、そのままに信じてよいならこの時点まで日向は存命だったことになる。だが『新撰姓氏録』は平安時代の成立であることから、後の制度に合わせて改めた位を取り込んでいる可能性もある。